# Synagogue Keter Torah de Sousse
La synagogue Keter Torah ou Kether Torah (hébreu : כתר תורה) est une synagogue tunisienne située à Sousse.

## Histoire
La ville de Sousse a connu une importante communauté juive dont l'origine remonte à la période punique. Un recensement datant de 1853 fait état de 400 familles juives.
C'est dans ce contexte que la synagogue Kether Torah est construite en 1913 à l'initiative de Yossef Guez, grand rabbin de Sousse et premier grand rabbin autochtone de la Tunisie. La synagogue sert dès lors comme la principale synagogue de la communauté juive de la ville.
En 1946, la communauté juive compte environ 3 530 membres mais ce nombre ne cesse de diminuer jusqu'à atteindre 36 personnes en mai 2006. Si la ville a compté jusqu'à six synagogues, y compris la Grande synagogue de Sousse, seule Kether Torah est restée en activité jusqu'à nos jours.
Le 6 décembre 2019, l'Institut national du patrimoine annonce que la synagogue est inscrite sur la liste définitive du patrimoine de l'Organisation du monde islamique pour l'éducation, les sciences et la culture.